# Erythroxylum tortuosum
Erythroxylum tortuosum är en tvåhjärtbladig växtart som beskrevs av Carl Friedrich Philipp von Martius. Erythroxylum tortuosum ingår i släktet Erythroxylum och familjen Erythroxylaceae. Inga underarter finns listade i Catalogue of Life.

## Bildgalleri

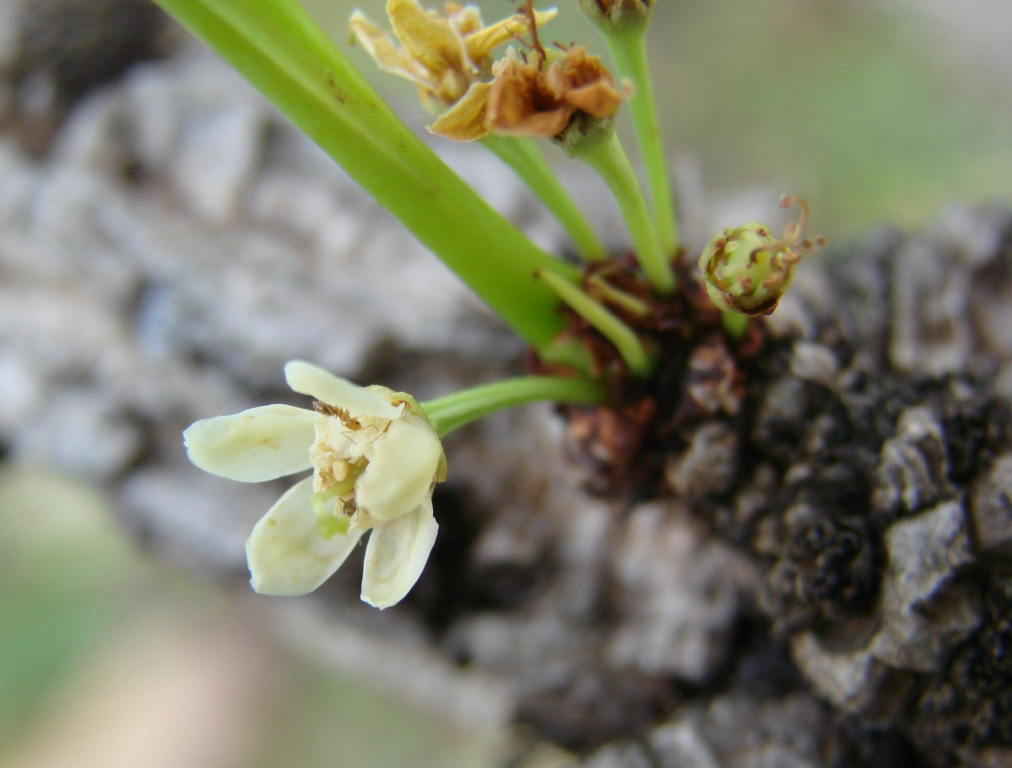
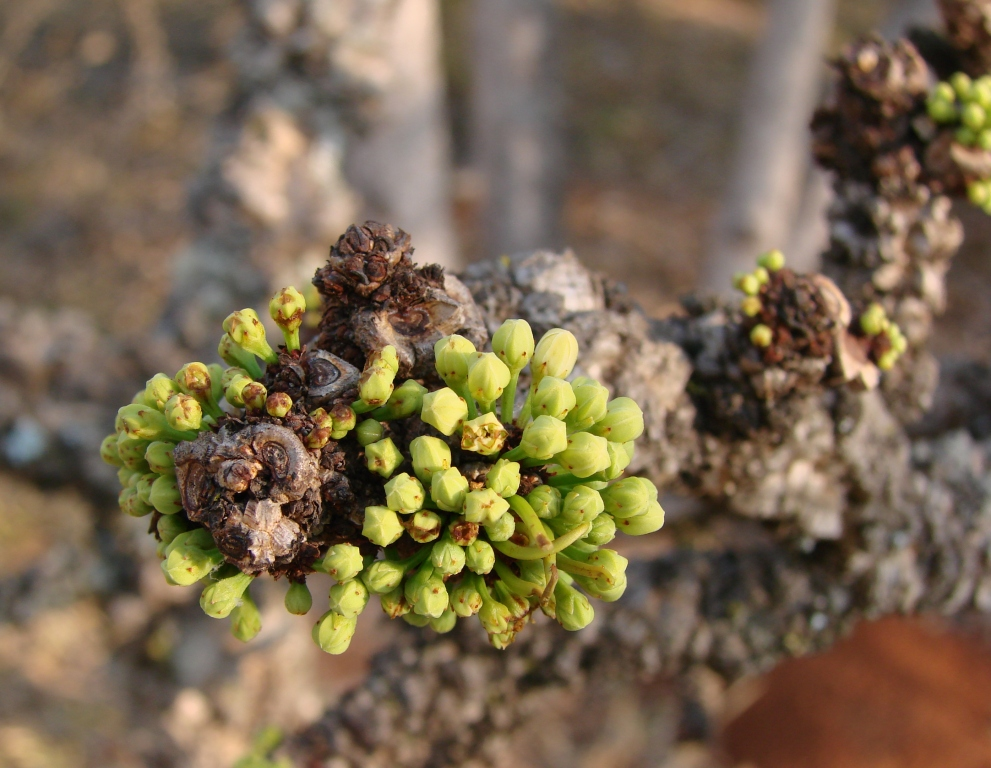